# Brander Matthews
Brander Matthews (ur. 1852, zm. 1929) – amerykański uczony, literaturoznawca i teatrolog. Był pierwszym w Stanach Zjednoczonych profesorem literatury dramatycznej. Ukończył studia prawnicze na Uniwersytecie Columbia, ale nigdy nie praktykował. Napisał bądź zredagował ponad czterdzieści książek. Pisał recenzje dla The New York Times. Do jego najważniejszych dzieł zaliczają się monografie Molière: His Life and His Works (1910), Shakspere as a Playwright (1913) i French Dramatists of the 19th Century (1881). Napisał też A Study of Versification (1911).